# Севернокорейски ракетни изпитания (2009)
КНДР провежда редица ракетни изпитания през 2009 година. На тази страница са изброени и описани осъществените изпитания на ракети.

## Изстрелване на спътник
На 5 април 2009 КНДР изстрелва ракета Унха-2 с комуникационен спътник Кванмьонсон-2. САЩ, Япония и Южна Корея осъждат изстрелването, тъй като го считат за изпитание на междуконтинентална ракета Тепходон-2. Твърденията на двете страни по въпроса за спътника са различни – САЩ и Южна Корея съобщават, че третата степен на ракетата е паднала в Тихия океан заедно с товара, Русия —че спътникът „просто го няма на зададените координати“,
а КНДР твърди, че спътникът е в орбита. Според Съединените щати изстрелването е пробно изстрелване на ракета Тепходон-2, и може да осигури технологични познания за създаването на по-усъвършенствани МКБР.
Изстрелването е осъдено от САЩ, ЕС и няколко други страни.
Установено е, че ракетата е пропътувала общо 3850 километра, като първата и втората степени са работили нормално, но третата степен се е повредила.

## Изпитания след ядрения опит
В същия ден, след ядрения опит, КНДР провежда две опитни изстрелвания на ракети с малък обсег (макар първоначално да се съобщава за три, южнокорейското министерство на отбраната потвърждава 2 изстрелвания). Първата изстреляна ракета е зенитна, с обсег 130 километра. Според Йонхап целта на ракетните изстрелвания е била да държи американски и японски разузнавателни самолети далеч от мястото на ядрения опит. На следващия ден, 26 май, Южна Корея съобщава за още 3 изстреляни ракети с малък обсег от ракетната база Мусудан-ри, на източния бряг на страна. Този ход идва след като дипломатите от ООН започват обсъждане за налагане на санкции заради ядрения опит.
До 27 май са изстреляни най-малко 5 ракети. Говорител на Корейската народна армия прави изявление, в което предупреждава, че КНДР не може да гарантира сигурността на кораби около западните си брегове, предполагайки изстрелване на ракети и в тази посока.
На 28 май от източния бряг на страната е изстреляна още една ракета с малък обсег.
На 2 юли след предупреждения за военноморски учения, КНДР изстрелва 4 противокорабни ракети, които летят близо 97 километра, след което падат в Японско море. Тези опити идват след наложените икономически санкции от страна на САЩ и тези на ООН, позволяващи на всяка държава да инспектира севернокорейски кораби при съмнения за наличие на забранен товар.
На 4 юли отново от източния бряг на страната са изстреляни още 7 ракети с малък обсег тип Скъд, този път балистични. Те летят над 400 километра, и се предполага, че това са ракети със среден обсег Родон-1.

## Подготовка за нови изстрелвания
В деня след последната изстреляна ракета, 29 май, американски официални лица съобщават за активност на превозни средства в две ракетни бази, засечена чрез сателит. Това е потвърдено на 1 юни от американския секретар по отбраната Робърт Гейтс, който на пресконференция в Манила казва, че "има признаци, че те [севернокорейците] подготвят нещо с нова ракета Тепходон-2, но на този етап не е ясно какво правят."
На 2 юни от Южна Корея идват редица съобщения за предполагаеми нови ракетни изпитания. Агенция Йонхап съобщава за 3 ракети със среден обсег, които се подготвят за изстрелване от база в региона Анбьон, провинция Кануън. Говорител на южнокорейското министерство впоследствие съобщава и за подготовка за ново изстрелване на междуконтинентална ракета. Южнокорейското разузнаване потвърждава, че една междуконтинентална балистична ракета е закарана чрез влак на площадката Мусудан-ри. Според други източници ракетата е закарана на новата площадка Тончхан-ри, и до 2 седмици може да бъде изстреляна.